# Halowe Mistrzostwa Świata w Lekkoatletyce 1993
4. Halowe Mistrzostwa Świata w Lekkoatletyce rozegrane zostały w dniach 12-14 marca 1993 w Toronto.

## Rezultaty
Źródło: 

### Mężczyźni
| Konkurencja                           | 1. miejsce                                                                 | Wynik    | 2. miejsce                                                                | Wynik    | 3. miejsce                                                                 | Wynik    |
| ------------------------------------- | -------------------------------------------------------------------------- | -------- | ------------------------------------------------------------------------- | -------- | -------------------------------------------------------------------------- | -------- |
| Bieg na 60 m (szczegóły)              | Bruny Surin                                                                | 6,50 =   | Frankie Fredericks                                                        | 6,51     | Talal Mansur                                                               | 6,57     |
| Bieg na 200 m (szczegóły)             | James Trapp                                                                | 20,63    | Damien Marsh                                                              | 20,71    | Kevin Little                                                               | 20,72    |
| Bieg na 400 m (szczegóły)             | Butch Reynolds                                                             | 45,26    | Sunday Bada                                                               | 45,75    | Darren Clark                                                               | 46,45    |
| Bieg na 800 m (szczegóły)             | Tom McKean                                                                 | 1:47,29  | Charles Nkazamyampi                                                       | 1:47,62  | Nico Motchebon                                                             | 1:48,15  |
| Bieg na 1500 m (szczegóły)            | Marcus O’Sullivan                                                          | 3:45,00  | David Strang                                                              | 3:45,30  | Branko Zorko                                                               | 3:45,39  |
| Bieg na 3000 m (szczegóły)            | Gennaro Di Napoli                                                          | 7:50,26  | Éric Dubus                                                                | 7:50,57  | Enrique Molina                                                             | 7:51,10  |
| Bieg na 60 m przez płotki (szczegóły) | Mark McKoy                                                                 | 7,41     | Colin Jackson                                                             | 7,43     | Tony Dees                                                                  | 7,43     |
| Sztafeta 4 × 400 m (szczegóły)        | Stany Zjednoczone Darnell Hall · Brian Irvin · Jason Rouser · Mark Everett | 3:04,20  | Trynidad i Tobago Dazel Jules · Alvin Daniel · Neil de Silva · Ian Morris | 3:07,02  | Japonia Masayoshi Kan · Seiji Inagaki · Yoshihiko Saitō · Hiroyuki Hayashi | 3:07,30  |
| Chód na 5000 m (szczegóły)            | Michaił Szczennikow                                                        | 18:32,10 | Robert Korzeniowski                                                       | 18:35,91 | Michaił Orłow                                                              | 18:43,48 |
| Skok wzwyż (szczegóły)                | Javier Sotomayor                                                           | 2,41     | Patrik Sjöberg                                                            | 2,39     | Steve Smith                                                                | 2,37     |
| Skok o tyczce (szczegóły)             | Rodion Gataullin                                                           | 5,90     | Grigorij Jegorow                                                          | 5,80     | Jean Galfione                                                              | 5,80     |
| Skok w dal (szczegóły)                | Iván Pedroso                                                               | 8,23     | Joe Greene                                                                | 8,13     | Jaime Jefferson                                                            | 7,98     |
| Trójskok (szczegóły)                  | Pierre Camara                                                              | 17,59    | Māris Bružiks                                                             | 17,36    | Brian Wellman                                                              | 17,27    |
| Pchnięcie kulą (szczegóły)            | Mike Stulce                                                                | 21,27    | Jim Doehring                                                              | 21,08    | Ołeksandr Bahacz                                                           | 20,63    |

Bułgarskim lekkoatletom Danielowi Iwanowowi oraz Nikołajowi Raewowi anulowano wyniki, jak również odebrano wywalczone przez nich brązowe medale po tym, jak udowodniono u nich stosowanie dopingu.

### Kobiety
| Konkurencja                           | 1. miejsce                                                                       | Wynik    | 2. miejsce                                                                            | Wynik    | 3. miejsce        | Wynik         |
| ------------------------------------- | -------------------------------------------------------------------------------- | -------- | ------------------------------------------------------------------------------------- | -------- | ----------------- | ------------- |
| Bieg na 60 m (szczegóły)              | Gail Devers                                                                      | 6,95     | Irina Siergiejewa                                                                     | 6,97     | Żanna Tarnopolska | 7,21          |
| Bieg na 200 m (szczegóły)             | Irina Siergiejewa                                                                | 22,15    | Melinda Gainsford                                                                     | 22,73    | Natalja Woronowa  | 2,90          |
| Bieg na 400 m (szczegóły)             | Sandie Richards                                                                  | 50,93    | Tatjana Aleksiejewa                                                                   | 51,03    | Jearl Miles       | 51,37         |
| Bieg na 800 m (szczegóły)             | Maria Mutola                                                                     | 1:57,55  | Swietłana Mastierkowa                                                                 | 1:59,18  | Joetta Clark      | 1:59,86       |
| Bieg na 1500 m (szczegóły)            | Jekatierina Podkopajewa                                                          | 4:09,29  | Violeta Beclea                                                                        | 4:09,41  | Sandra Gasser     | 4:10,99       |
| Bieg na 3000 m (szczegóły)            | Yvonne Murray                                                                    | 8:50,55  | Margareta Keszeg                                                                      | 9:02,89  | Lynn Jennings     | 9:03,78       |
| Bieg na 60 m przez płotki (szczegóły) | Julie Baumann                                                                    | 7,96     | LaVonna Martin                                                                        | 7,99     | Patricia Girard   | 8,01          |
| Sztafeta 4 × 400 m (szczegóły)        | Jamajka Deon Hemmings · Beverly Grant · Cathy Rattray-Williams · Sandie Richards | 3:32,32  | Stany Zjednoczone Trevaia Williams · Terri Dendy · Dyan Webber · Natasha Kaiser-Brown | 3:32,58  | nie przyznano     | nie przyznano |
| Chód na 3000 m (szczegóły)            | Jelena Nikołajewa                                                                | 11:49,73 | Kerry-Anne Saxby-Junna                                                                | 11:53,82 | Ileana Salvador   | 11:55,35      |
| Skok wzwyż (szczegóły)                | Stefka Kostadinowa                                                               | 2,02     | Heike Henkel                                                                          | 2,02     | Inha Babakowa     | 2,00          |
| Skok w dal (szczegóły)                | Marieta Ilcu                                                                     | 6,84     | Susen Tiedtke                                                                         | 6,84     | Inesa Kraweć      | 6,77          |
| Trójskok (szczegóły)                  | Inesa Kraweć                                                                     | 14,47    | Iołanda Czen                                                                          | 14,36    | Inna Łasowska     | 14,35         |
| Pchnięcie kulą (szczegóły)            | Swietłana Kriwielowa                                                             | 19,57    | Stephanie Storp                                                                       | 19,37    | Zhang Liuhong     | 19,32         |

Członkiniom rosyjskiej sztafety 4 × 400 m anulowano wyniki, jak również został odebrany złoty medal po tym, jak za stosowanie dopingu została zdyskwalifikowana Marina Szmonina.

### Konkurencje pokazowe
W ramach czempionatu w charakterze pokazowym rozegrano konkurencje siedmioboju (mężczyzn) i pięcioboju (kobiet), jak również konkurencje sztafety mieszanej 1600 metrów (zawody te odbyły się osobno dla każdej z płci).
| Konkurencja                          | 1. miejsce                                                                   | Wynik     | 2. miejsce                                                                         | Wynik     | 3. miejsce                                                                 | Wynik         |
| ------------------------------------ | ---------------------------------------------------------------------------- | --------- | ---------------------------------------------------------------------------------- | --------- | -------------------------------------------------------------------------- | ------------- |
| Siedmiobój (szczegóły)               | Dan O’Brien                                                                  | 6476 pkt. | Mike Smith                                                                         | 6279 pkt. | Eduard Hämäläinen                                                          | 6075 pkt.     |
| Pięciobój (szczegóły)                | Liliana Năstase                                                              | 4686 pkt. | Urszula Włodarczyk                                                                 | 4667 pkt. | Birgit Clarius                                                             | 4641 pkt.     |
| Sztafeta mieszana 1600 m (mężczyźni) | Stany Zjednoczone Mark Everett · James Trapp · Kevin Little · Butch Reynolds | 3:15,10   | Brazylia Gilmar dos Santos · André da Silva · Sidney de Souza · Eronilde de Araújo | 3:16,11   | Kanada Freddie Williams · Ricardo Greenidge · Peter Ogilvie · Mark Jackson | 3:16,93       |
| Sztafeta mieszana 1600 m (kobiety)   | Stany Zjednoczone Joetta Clark · Wendy Vereen · Kim Batten · Jearl Miles     | 3:45,90   | Kanada Donalda Duprey · Sonia Paquette · Mame Twumasi · Alanna Yakiwchuk           | 3:56,34   | nie przyznano                                                              | nie przyznano |

Rosyjskiej trójskoczkini Irinie Biełowej anulowano wyniki po tym, jak u niej udowodniono stosowanie dopingu. Anulowano również rezultat rosyjskiej sztafety mieszanej 1600 m, z powodu udowodnienia stosowania dopingu przez Marinę Szmoninę.

## Klasyfikacja medalowa
Kolorem niebieskim oznaczono kraj organizujący mistrzostwa. Klasyfikacja medalowa uwzględnia również nieoficjalnych medalistów startujących w konkurencjach męskiego siedmioboju, żeńskiego pięcioboju i sztafety mieszanej 1600 m (zarówno wśród mężczyzn, jak i kobiet).
| Miejsce | Państwo           | Złoto | Srebro | Brąz | Razem |
| ------- | ----------------- | ----- | ------ | ---- | ----- |
| 1.      | Stany Zjednoczone | 8     | 4      | 5    | 17    |
| 2.      | Rosja             | 6     | 4      | 3    | 13    |
| 3.      | Kanada            | 2     | 2      | 1    | 5     |
| 3.      | Wielka Brytania   | 2     | 2      | 1    | 5     |
| 5.      | Rumunia           | 2     | 2      | 0    | 4     |
| 6.      | Kuba              | 2     | 0      | 1    | 3     |
| 7.      | Jamajka           | 2     | 0      | 0    | 2     |
| 8.      | Francja           | 1     | 1      | 2    | 4     |
| 9.      | Ukraina           | 1     | 0      | 4    | 5     |
| 10.     | Szwajcaria        | 1     | 0      | 1    | 2     |
| 10.     | Włochy            | 1     | 0      | 1    | 2     |
| 12.     | Bułgaria          | 1     | 0      | 0    | 1     |
| 12.     | Irlandia          | 1     | 0      | 0    | 1     |
| 12.     | Mozambik          | 1     | 0      | 0    | 1     |
| 15.     | Niemcy            | 0     | 3      | 2    | 5     |
| 16.     | Australia         | 0     | 3      | 1    | 4     |
| 17.     | Polska            | 0     | 2      | 0    | 2     |
| 18.     | Brazylia          | 0     | 1      | 0    | 1     |
| 18.     | Burundi           | 0     | 1      | 0    | 1     |
| 18.     | Kazachstan        | 0     | 1      | 0    | 1     |
| 18.     | Łotwa             | 0     | 1      | 0    | 1     |
| 18.     | Namibia           | 0     | 1      | 0    | 1     |
| 18.     | Nigeria           | 0     | 1      | 0    | 1     |
| 18.     | Szwecja           | 0     | 1      | 0    | 1     |
| 18.     | Trynidad i Tobago | 0     | 1      | 0    | 1     |
| 26.     | Bermudy           | 0     | 0      | 1    | 1     |
| 26.     | Białoruś          | 0     | 0      | 1    | 1     |
| 26.     | Chiny             | 0     | 0      | 1    | 1     |
| 26.     | Chorwacja         | 0     | 0      | 1    | 1     |
| 26.     | Hiszpania         | 0     | 0      | 1    | 1     |
| 26.     | Japonia           | 0     | 0      | 1    | 1     |
| 26.     | Katar             | 0     | 0      | 1    | 1     |
| Razem   | Razem             | 31    | 31     | 29   | 91    |

Źródło: 